# Boswellia ameero
Boswellia ameero е вид растение от семейство Burseraceae. Видът е световно застрашен, със статут Уязвим.

## Разпространение
Разпространен е в Йемен (Сокотра).